# Тюрин, Александр Алексеевич
Александр Алексеевич Тюрин (14 августа 1896, деревня Большое Владычино, ныне Ясногорский район, Тульская область — 25 июля 1976, Москва) — советский военачальник, генерал-лейтенант (04.06.1940, 17.04.1943).

## Биография
Родился 14 августа 1896 года в деревне Большое Владычино Каширского уезда Тульской губернии.
С 1915 года служил в Русской императорской армии. В чине поручика принимал участие боях на Западном фронте Первой мировой войны.
В 1917 году окончил ускоренные курсы военного училища.
С 1918 года служил в рядах РККА. В том же году окончил высшие организационно-методические курсы Всеобуча.
В ходе Гражданской войны воевал на Южном фронте на должностях командира роты, батальона, стрелкового полка. Во время борьбы с басмачеством командовал батальоном, отдельной пограничной бригадой войск ВЧК Туркестанского фронта.
В межвоенное время служил в должностях помощника командира стрелкового полка, начальника 4-й части штаба стрелковой дивизии. С сентября 1925 года в Ленинградском военном округе командовал 10-м Туркестанским стрелковым полком 4-й Туркестанской стрелковой дивизии, был помощником командира этой дивизии, исполняющим должность командира стрелковой дивизии. В 1927 году окончил курсы усовершенствования комсостава «Выстрел».
С октября 1935 года — начальник Ленинградского пехотного училища. С апреля 1938 года служил в должности помощника командующего войсками Ленинградского военного округа по вузам, с августа того же года — начальник пехоты Ленинградского ВО, с сентября 1939 года — командующий Мурманской группой войск. В 1938 году вступил в ВКП(б).
С октября 1939 года служил командиром 65-го особого стрелкового корпуса. В том же месяце корпус под его командованием был введён на территорию Эстонии в качестве контингента советских войск согласно Пакту о взаимопомощи между СССР и Эстонией. С 11 июля 1940 года — командующий 8-й армией Ленинградский военный округ. С 11 марта 1941 года — заместитель командующего войсками Орловского военного округа.

## Великая Отечественная война
С началом Великой Отечественной войны в округе была сформирована 20-я армия, которую возглавил командующий округом генерал-лейтенант Ф. Н. Ремезов, который убыл с ней на фронт. 24 июня 1941 года А. А. Тюрин был назначен на освободившуюся должность командующего войсками Орловского военного округа.
В начале октября 1941 года немецкие войска начали генеральное наступление на Москву и в первые же дни Орловско-Брянской операции прорвали оборону советских войск, стремительно прорвались в глубокий тыл на 250 километров и с ходу захватили Орёл. Не имея информации о положении дел на фронте, А. А.Тюрин, как командующий округом, не принял достаточных мер для организации обороны города: оборонительные сооружения были подготовлены, но не заняты войсками; эвакуация промышленных предприятий не произведена. Сам он чудом избежал плена, уехав на грузовой машине с частью офицеров штаба из уже занятого немцами Орла.
Вскоре, в том же октябре, по обвинению в сдаче врагу города Орёл А. А. Тюрин был арестован и находился под следствием. 21 января 1942 года Военной коллегией Верховного Суда СССР он был осуждён по п."а" ст. 193-17 УК РСФСР, на 7 лет лишения свободы. Однако через три дня, 24 января 1942 года, судимость была снята с понижением в должности и в воинском звании до генерал-майора.
С января 1942 года находился в распоряжении Главного управления кадров НКО СССР, а с апреля 1942 года — в распоряжении Главкома войск Западного направления. В июне 1942 года был назначен на должность заместителя командующего войсками 50-й армии Западного фронта. В августе 1942 года возглавлял импровизированную фронтовую конно-механизированную группу Западного фронта, которая должна была развивать первоначальный успех войск 20-й армии Западного фронта в первой Ржевско-Сычёвской операции (в составе КМГ были 6-й танковый, 8-й танковый, 2-й гвардейский кавалерийский корпуса). Однако её войска сумели только окружить и уничтожить крупный немецкий гарнизон в районном центре Карманово, превращённом в мощный оборонительный узел — но ввиду больших потерь развить наступление не удалось. В сентябре 1942 года был назначен на должность заместителя командующего 20-й армией этого же фронта.
17 апреля] 1943 года за боевые заслуги ему вновь было присвоено звание генерал-лейтенанта.
В июле 1944 года был назначен на должность заместителя командующего войсками 49-й армии 2-го Белорусского фронта, но в этом же месяце был вновь назначен на должность заместителя командующего войсками 50-й армии. В ходе Белостокской наступательной операции Тюрин, командуя подвижным отрядом армии в составе 2-го Белорусского фронта, участвовал в освобождении города Новогрудок.
В конце июля 1944 года был назначен на должность командира 81-го стрелкового корпуса (50-я армия, 2-й Белорусский фронт). В феврале 1945 года армия была включена в состав 3-го Белорусского фронта, в составе которого принимала участие в Восточно-Прусской наступательной операции. В представлениях к награждению полководческими орденами (таких орденов у Тюрина за войну было три) особо отмечается умение руководить войсками в трудных ситуациях, а также в случае необходимости командовать сводными группами войск в составе до 2-х корпусов, приданных дивизий и других частей.
С 1945 года состоял в распоряжении Главного управления кадров НКО СССР, в том же году был назначен на должность начальника кафедры, а затем — на должность начальника факультета Военной академии имени М. В. Фрунзе. В 1959 году уволен в отставку в звании генерал-лейтенанта.
Жил в Москве. Умер 25 июля 1976 года.

## Воинские звания
- комбриг (26.11.1935)
- комдив (4.11.1939)
- генерал-лейтенант (4.06.1940)
- генерал-майор (24.01.1942)
- генерал-лейтенант (17.04.1943)

## Награды
- Орден Ленина (21.05.1945);
- Четыре ордена Красного Знамени (22.02.1941, 18.09.1943, 03.11.1944, 20.06.1949);
- Два ордена Суворова 2-й степени (10.04.1945, 29.06.1945);
- Орден Кутузова 2-й степени (03.06.1944);
- Орден Красной Звезды (28.10.1967)[9];
- Медали[10].

## Память
- Большая экспозиция о жизни А. А. Тюрина, содержащая редкие фотографии и личные вещи генерала, создана в Ясногорском районном художественно-краеведческом музее[11].